# Seon (gastronomía)
Seon es un término que alude a los platos tradicionales coreanos elaborados cociendo al vapor verduras, tales como calabacines, pepinos, berenjenas o repollos napa, que se rellenan. Aunque el término es equivalente al jjim, o plato hecho cociendo al vapor carne o marisco, el concepto no está claramente establecido. Para hacer hobakseon (호박선) u oiseon (오이선), se trocea un calabacín o pepino en trozos de 4 o 5 cm de largo y se cortan en cuartos. Los pedazos se salan levemente y el zumo se exprime un poco. Se trocea ternera o pollo y cebolla y se mezclan junto con condimentos para preparar el relleno. Los trozos preparados de calabacín o pepino se rellena y se ponen en una olla. Se vierte caldo especiado o de verdura sobre los ingredientes hasta cubrirlos y se cuecen o hierven durante 5 o 10 minutos. Tras esto, se añaden trozos de seogi (석이, Umbilicaria esculenta), pimientos chile y jidan (지단, huevos fritos separados en capas blancas y amarillas) sobre el plato como gomyeong (고명, guarniciones). Además de estos platos, son representativos el gajiseon (가지선, berenjena al vapor), el gochuseon (고추선, pimiento chile al vapor), el donggwaseon (동과선, melón blanco al vapor), el museon (무선, daikon al vapor), el baechuseon (repollo napa al vapor) y el dubuseon (tofu al vapor).

## En recetarios históricos
Según un libro de cocina titulado Eumsik dimibang y escrito en la mitad de la dinastía Joseon, la receta histórica del donggwaseon (동과선), una variedad de platos seon hechos con dongga (melón blanco) es muy diferente de la moderna. Se sancochan levemente en agua rodajas gruesas de melón blanco y se ponen con aceite en un bol donde se cuecen en una mezcla de ganjang y agua. Tras desechar la salsa, se vierte sobre la verdura otro bol de ganjang cocido mezclado con ajo picado. El donggwaseon se conserva y consume con vinagre vertido sobre él.
En el Siui jeonseo, un libro de cocina escrito a finales del siglo XIX, una receta de hobakseon (호박선, seon de calabación) es parecida a los platos modernos de seon. Se vacía un calabacín y se rellena con diversos condimentos antes de hervirlo. Se vierte sobre el plato cocinado una salsa hecha con vinagre, ganjang y miel, y se cubre con pimiento chile cortado, seogi (석이, Umbilicaria esculenta) y jidan (huevos fritos), decorando con piñones molidos.
Sin embargo, el término no tuvo su significado moderno hasta los años 1930. Los libros de cocina escritos en esa época usan el término de forma muy diferente: aluden al cheongeoseon (청어선, arenque al vapor relleno), el yangseon (양선, tripa de ternera al vapor rellena) y el dalgyalseon (달걀선, huevos al vapor). En la actualidad, el término suele limitarse a los platos de verdura rellenos.